# Strada europea E581
La strada europea E581 è una strada di classe B che collega Mărășești (Romania) con Odessa (Ucraina) passando per Chișinău (Moldavia). Misura 441 km ed è la principale via di collegamento tra la Moldavia e la Romania.
Nel territorio rumeno e moldavo è parte del corridoio paneuropeo IX.